# Яшково (Марий Эл)
Яшково (мар. Пелыждӱр) — деревня в Медведевском районе Марий Эл Российской Федерации. Входит в состав Шойбулакского сельского поселения. Численность населения — 52 человек (2014 год).

## География
Деревня располагается в 7 км от административного центра сельского поселения — села Шойбулак, в долине реки Большая Ошла.

## История
В списках селений Царевококшайского уезда Яшково впервые упоминается в 1795 году как выселок из 4 дворов. Название происходит от имени юродивого крестьянина Яшки.
На реке Большая Ошла, в долине которой располагается Яшково, в конце XIX века построили мельницу, которая просуществовала до 1948 года.
До 1931 года крестьяне деревни вели частное хозяйство. Позже был создан колхоз «Пележ», названный по имени речки Пележ, протекающей вблизи деревни (в настоящий момент высохла).
В конце 40-х годов была построена новая мельница-гидроэлектростанция, энергия которой использовалась для освещения домов крестьян.

## Население
| 2010 | 2011 | 2012 | 2013 | 2014 |
| ---- | ---- | ---- | ---- | ---- |
| 54   | ↗57  | ↘54  | ↗57  | ↘52  |

Национальный состав на 1 января 2014 г.:
| Национальность | Численность, чел. | %       |
| -------------- | ----------------- | ------- |
| всего          | 52                | 100,0 % |
| Марийцы        | 41                | 78,8 %  |
| Русские        | 7                 | 13,5 %  |
| другие         | 4                 | 7,7 %   |

## Описание
Улично-дорожная сеть деревни имеет грунтовое покрытие. Просёлочная дорога, ведущая к деревне Поланур, имеет щебневое покрытие.
Жители проживают в индивидуальных домах, имеющих централизованное водоснабжение, индивидуальное водоотведение. Деревня газифицирована.